# Tân Đảng
Tân Đảng (chữ Hán: 辛谠), người Kim Thành , tấm gương trung nghĩa thời Vãn Đường, có công bảo vệ Tứ Châu trong cuộc nổi loạn của Bàng Huân.

## Xuất thân
Tân Đảng là dòng dõi thế gia ở Hà Tây, cháu nội của Thái Nguyên doãn Tân Vân Kinh, có công chống lại âm mưu phản loạn của Bộc Cố Hoài Ân; là cháu con chú/bác (do tử) của Thọ Châu thứ sử Tân Hối.
Từ nhỏ Đảng học Thi, Thư, có thể đánh kiếm; tính khẳng khái, trọng lời hứa, sẵn sàng cứu giúp người gặp khó khăn. Ban đầu Đảng phụng sự Lý Dịch, coi tiền lương, làm việc liêm khiết và ngay thẳng, nhưng không tuân theo pháp luật, cứ hợp lý là được. Về sau Đảng dời nhà sang Dương Châu; đã 50 tuổi, tuy không chịu làm quan, nhưng vẫn bùi ngùi, mong có dịp cứu nạn giúp đời.

## Tham gia dẹp loạn

### Đơn độc vào thành
Năm Hàm Thông thứ 9 (868), phản quân của Bàng Huân kéo đến Tứ Châu, cho rằng quận này là nơi xung yếu của Giang Hoài nên ra sức tấn công . Bấy giờ Đỗ Thao giữ thành Lâm Hoài đã lâu (trị sở của Tứ Châu), trong khi quận huyện lân cận đều đã thất thủ. Đảng đang ngụ cư ở Quảng Lăng, dắt kiếm đẩy thuyền nhỏ đi Tứ Khẩu, vượt qua tường rào để vào thành gặp Thao. Thao vốn nghe tiếng Đảng có nghĩa mà chưa từng gặp, nắm tay cảm tạ rằng: "Phán quan Lý Duyên Xu mới nhắc đến cách làm người của anh, sao đã đến rồi!? Tôi chẳng lo gì nữa!"  Đảng cũng cho rằng có thể cộng sự với Thao, bèn xin quay về từ biệt vợ con, ý muốn cùng sống chết với Thao. Bấy giờ phản quân thế lớn, mọi người bỏ chạy về nam, chỉ có một mình Đảng đi ngược lên bắc. Đảng chưa quay lại, Thao lo lắng, Lý Duyên Xu tin ông ắt quay lại, nói: "Đảng đến, có thể dùng làm Phán quan." Thao đồng ý. Ít lâu sau, Đảng đến, Thao vui vẻ nói: "Thành bị vây gấp, chim không dám bay qua. Anh đội gươm giáo mà vào tòa thành nguy ngập, người xưa cũng không thể." Rồi khuyên Đảng cởi áo vải mặc giáp, cho thự chức Đoàn luyện phán quan.

### Cầu viện lần thứ nhất
Khi ấy phản quân 3 mặt đánh thành, còn quan quân kết lũy ở Hồng Trạch, lần lữa không tiến . Tướng phản quân là Lý Viên đốt Hoài Khẩu, Đảng nói: "Việc gấp rồi, chỉ có ra ngoài cầu viện mà thôi." Đảng bèn cùng Dương Văn Bá, Lý Hành Thực nhân lúc trời tối thì dùng thuyền nhỏ vượt sông Hoài, trèo lên bờ đi bộ 30 dặm, đến Hồng Trạch gặp quan quân báo cáo tình hình nguy cấp của Tứ Châu. Giám quân Quách Hậu Bổn nhận lời ra quân, bọn Hoài Nam đô tướng Viên Công Biện nói : "Giặc nhiều ta ít, không thể đi."  Đảng ngay tại chỗ ngồi rút kiếm trợn mắt mắng Công Biện rằng: "Tứ Châu mất trong sớm tối, các ngoài nhận chiếu đến đây, lần lữa không tiến, muốn làm gì!? Đại trương phu phụ ơn nước, dẫu sống cũng thẹn. Vả lại mất Tứ rồi, Hoài Nam trở thành sân nhà của bọn cướp, anh một mình tồn tại được không? Nay tôi chịu chặt tay trái để giết anh rồi đi." Đảng chĩa kiếm vào Công Biện, Hậu Bổn ngăn lại. Đảng nhìn về hướng Tứ Châu mà khóc cả ngày, sĩ tốt đều rơi nước mắt vì ông. Hậu Bổn cảm động, hứa giao cho Đảng 300 lính . Đảng nói: "Đủ rồi!" rồi hỏi khắp binh sĩ: "Có thể đi chăng?" Họ đáp: "Được!" Đảng dập đầu xuống đất, khóc mà cảm tạ. Về đến bờ nam sông Hoài, có người nói: "Giặc phá thành rồi!" Đảng sợ lòng người dao động, tóm lấy kẻ ấy đòi chém, bọn lính muốn cứu, nhưng Đảng rất khỏe, không sao địch nổi. Vì thế bọn họ đành xin tha, Đảng nói: "Các anh lên thuyền, tôi tha cho hắn." Mọi người vội vàng lên thuyền, vượt sông đến thủy môn của thành . Bọn Đảng xông vào phản quân, Thao ở trong thành kéo ra tiếp ứng, khiến phản quân thua chạy. Thao, Đảng đuổi theo phản quân, đến trưa mới quay về thành. Người trong thành biết có viện quân, lòng tin được củng cố.

### Cầu viện lần thứ 2
Trong tháng ấy, Trấn Hải tiết độ sứ Đỗ Thẩm Quyền phái Đô đầu Trạch Hành Ước đem 4000 quân cứu viện , đắp lũy ở Liên Đường Dịch. Đỗ Thao muốn sai người đi úy lạo, tướng lại không ai dám đi, Đảng nói: "Đỗ tướng công giữ lời thề của bậc đại phu, thấy nạn liền cứu, sao lại khiến cho sứ giả của ông ấy không có câu trả lời mà về chứ?" rồi dắt thư của Thao, một mình đi khao quân. Nhưng hôm sau Trạch Hành Ước giao chiến với phản quân ở bờ nam, đại bại; trong thành ít quân, không dám cứu, đành trơ mắt nhìn toàn quân Chiết Tây bị diệt. Trước đó Hoài Nam tiết độ sứ Lệnh Hồ Đào phái Lý Tương đem 5000 quân hội họp với bọn Quách Hậu Bổn, tiến đến đồn trú ở thành Đô Lương, cách sông Hoài nhìn sang thành Lâm Hoài. Đến nay, phản quân thừa thắng vây thành. Tháng chạp ÂL, quân Hoài Nam ra đánh, cũng đại bại, Tương và Hậu Bổn bị bắt sống. Bàng Huân xua quân đánh chiếm hàng loạt quận huyện xung quanh, chiếm Hoài Khẩu, cắt đứt liên hệ đường sông của Tứ Châu với bên ngoài.
Sau 3 tháng bị vây, thành Lâm Hoài ngoài không có viện quân, trong đã cạn lương thực, người chỉ ăn cháo loãng. Đảng nói với Thao, xin đi cầu cứu Hoài Nam, Chiết Tây. Đảng đem theo tử sĩ là bọn Từ Trân 10 người, cầm rìu dài, cưỡi thuyền nhỏ, nhân đêm tối, chặt phá hàng rào thủy trại của phản quân mà đi. Trời sáng, phản quân phát hiện, lấy 5 chiếc thuyền chặn phía trước, 5000 quân men bờ sông đuổi theo. Thuyền của phản quân nặng nên xoay xở chậm, còn thuyền của bọn Đảng nhẹ nên chạy nhanh, ra sức chèo hơn 30 dặm thì chạy thoát. Đảng đến Dương Châu gặp Lệnh Hồ Đào, ngay hôm sau đến Nhuận Châu gặp Đỗ Thẩm Quyền. Bấy giờ Tứ Châu bị cắt đứt liên lạc với bên ngoài, có lời đồn thành đã thất thủ, Đỗ Thẩm Quyền bèn bắt giam Đảng; nhờ ông viện dẫn Lý Dịch, Thẩm Quyền hỏi thăm Dịch – khi ấy đang làm Đại Đồng phòng ngự sứ, được Dịch khẳng định Đảng là người đáng tin cậy, nên Thẩm Quyền mới nhận lời cứu viện, sai Áp nha Triệu Dực đem 2000 giáp sĩ, bao gồm lương thực cứu trợ của 2 nơi Hoài Nam, Chiết Tây, cả thảy 5000 hộc gạo, 500 hộc muối, đi Tứ Châu .
Tháng giêng ÂL năm thứ 10 (869), Đảng đem quân Chiết Tây đến Sở Châu, được sắc sứ Trương Tồn Thành đem thuyền đến giúp. Phản quân chẹn cả 2 đường thủy lục, quân Chiết Tây sợ không dám tiến, Đảng tự nhận làm tiền phong, bọn họ vẫn không dám. Đảng đành chiêu mộ cảm tử sĩ trong quân được vài mươi người, hứa hẹn quan chức, đem theo 3 thuyền gạo, 1 thuyền muối, nhân lúc xuôi gió, ngược dòng thẳng tiến. Phản quân giáp công, tên bắn vào thuyền như mưa rào. Đến khi gặp dây xích giăng ngang sông, Đảng cầm đầu mọi người tử chiến, chặt đứt dây xích mà chạy qua. Người ở trên thành hoan hô vang dội, Đỗ Thao cùng tướng tá đều chảy nước mắt ra đón. Vài ngày sau, người trên thành trông thấy thuyền buồm từ phía đông đến, biết là quân Chiết Tây. Còn cách thành hơn 10 dặm, phản quân bày thuyền lửa để ngăn chặn. Thao lệnh cho Đảng soái tử sĩ ra đón, bọn Đảng cưỡi chiến hạm xô vào trận địch, mở đường cho thuyền quân Chiết Tây đi qua, thì ra chỉ có Trương Tồn Thành đem theo 9 thuyền chở gạo. Tồn Thành cho biết ông ta liều chết tiến lên, những người còn lại đều không dám đi theo. Đảng lớn tiếng rằng: "Giặc không nhiều, rất dễ thôi mà!" rồi cầm đầu mọi người giương cờ nổi trống xông ra. Phản quân thấy khí thế của bọn Đảng hung mãnh thì tránh đi, nên đoàn thuyền mới vào được thành.

### Cầu viện lần thứ 3
Sau đó Đảng lại đem 4000 dũng sĩ, rời Tứ Châu đi đón lương thực cứu trợ của Hoài Nam, Chiết Tây. Phản quân ven bờ giáp công, bọn Đảng vừa đi vừa đánh đến trăm dặm mới thoát. Đến Quảng Lăng, Đảng không kịp về nhà, thu được gạo muối 2 vạn thạch, 3000 xâu tiền. Tháng 4 ÂL, Đảng về đến Đấu Sơn, bị hơn vạn phản quân chặn ở Hu Đài, đem 150 cỗ chiến hạm bày kín mặt sông Hoài, còn đẩy thuyền lửa vào đoàn thuyền lương. Đảng mệnh cho mọi người nâng cao xoa dài để chống đỡ, từ giờ mão đến giờ mùi, nhưng ít không địch nổi nhiều, rơi vào thế kém. Phản quân dùng gỗ dựng chiến bằng , dôi ra ngoài mạn bên đến 4, 5 thước; Đảng mệnh cho dũng sĩ chèo thuyền nhỏ lẻn ở bên dưới, tên bắn không kịp họ, rồi lấy thương khêu hỏa ngưu để đốt , khiến chiến hạm của phản quân bốc cháy. Phản quân thua chạy, bọn Đảng mới vào thành.
Trong tháng ấy, Nam diện chiêu thảo sứ Mã Cử đem 3 vạn tinh binh cứu Tứ Châu, đánh bại phản quân. Sau 7 tháng bị vây , thành Lâm Hoài mới được giải cứu.

## Kết cục
- Cựu Đường thư cho biết: sau loạn, Đảng được thụ chức Đoàn luyện phán quan, Thị ngự sử ở Tứ Châu. Đỗ Thao được thăng làm Trịnh, Hoạt tiết độ sứ, Đảng cũng đi theo, làm tân tá của ông ta. Thao mất, Đảng quay về Giang Đông, ẩn cư đến trọn đời.
- Tân Đường thư cho biết: trong loạn, Đỗ Thao dâng biểu báo công lên triều đình, nên ông được thụ hàm Giám sát ngự sử. Sau loạn, Đảng được xét công đứng đầu, bái làm Bạc Châu thứ sử, sau đó dời sang 2 châu Tào, Tứ. Đầu thời Đường Hi Tông, Đảng mất ở chức Lĩnh Nam tiết độ sứ.

## Hậu nhân
- Cựu Đường thư cho biết: Đảng không có con trai, chỉ có cháu con chú/bác (do tử) là bọn Tân Sơn Tăng, Tân Nguyên Lão ngụ cư Quảng Lăng. Mỗi lần rời thành đi cầu viện, Đảng gửi thư cho 2 cháu, nói với Đỗ Thao rằng: "Nhớ nhé, được kế tự là may rồi!" Thao rất cảm động.
- Tân Đường thư cho biết: Đảng cầu viện, đi ngang qua nhà hơn 10 lần, chưa từng gặp vợ con, nhưng đem về thành số lương thực giá trị lên đến 20 vạn tiền. Con trai (tử) và con anh trai (huynh tử) của Đảng ngụ cư Quảng Lăng, ông gởi gắm cho Đỗ Thao rằng: "Sao cho tiền nhân không thiếu người kế tự, nhờ ơn của ngài vậy!"

## Dật sự
Khi Đảng còn trẻ, đang cầy ruộng thì có 2 con trâu húc nhau. Mọi người sợ tránh, còn Đảng xông đến, nắm lấy sừng của chúng, khiến 2 con bò không thể động đậy. Hồi lâu, 2 con bò quay sang húc Đảng, ông bèn bẻ gẫy sừng của chúng. Người trong làng kinh hãi, mổ trâu làm cơm mời Đảng. Nhưng Đảng càng có tuổi thì sức lực càng kém, sau khi trưởng thành thì tài năng không có gì hơn người, nên tuổi ngoài ngũ tuần vẫn chưa có thành tựu.